# Rio Crişanu
O Rio Crişanu é um rio da Romênia, afluente do Tismana, localizado no distrito de Gorj.